# Сельский врач (фильм, 2016)
Сельский врач (фр. Médecin de campagne) — французская драматическая комедия 2016 года, поставленный режиссёром Тома Лилти.

## Сюжет
Врач Жан-Пьер Вернер, работающий в сельской местности и всю свою жизнь посвятил работе, приходит к выводу, что страдает от тяжелой болезни. Из города приезжает врач Натали Делеция, чтобы помочь ему в выполнении его профессиональных обязанностей, но такой подход огорчает Жан-Пьера, который считает себя незаменимым.

## В ролях
| Актёр            | Роль            |
| ---------------- | --------------- |
| Франсуа Клюзе    | Жан-Пьер Вернер |
| Марианна Деникур | Натали Делиция  |
| Кристоф Одан     | Норес           |
| Патрик Декамп    | Фрэнсис Маруани |
| Гай Фочер        | месье Сорлен    |